# Jean-Alexandre Guinot
Jean-Alexandre Guinot (* 18. Oktober 1814 in Dombrot-le-Sec; † 21. März 1884 in Contrexéville) war ein französischer römisch-katholischer Geistlicher, Historiker und Schriftsteller.

## Leben
Er empfing am 22. September 1838 die Priesterweihe. Danach wurde er Vikar in der Nähe von Épinal, später in Vagney und am 16. August 1842 schließlich Pfarrer in Contrexéville.
Sein literarisches und kirchenhistorisches Hauptwerk war die Abhandlung Etude historique sur l’abbaye de Remiremont, eine Studie zur Geschichte der Abtei Remiremont, aus der Charles de Montalembert, mit dem Guinot einen Briefwechsel unterhielt, in seinem großangelegten Werk Les Moines d’Occident über das Mönchtum im Westen ausgiebig zitierte.
Gegen Ende seines Lebens veröffentlichte Guinot zwei Bände mit geistlichen und weltlichen Gedichten.

## Veröffentlichungen
Historische Schriften
- Notice historique ou la vie de M. Pierre Ayotte, fondateur et premier supérieur du séminaire de Senaide (1843)
- Saints du Val de Galilée au Diocèse de Saint-Dié (1852)
- Etude historique sur l’abbaye de Remiremont (1858)

Gedichtbände
- Fleurs de l’autel (1876)
- Souvenirs lorraines (1879)